# حماية الأصول
حماية الأصول (يشار إليها أحيانًا باسم قانون المدين والدائن) عبارة عن مجموعة من التقنيات القانونية ومجموعة من القوانين التشريعية والقانون العام التي تتناول حماية أصول الأفراد والكيانات التجارية من الأحكام المتعلقة بالأموال المدنية. الهدف من تخطيط حماية الأصول هو عزل الأصول عن مطالبات الدائنين دون شهادة الزور أو التهرب الضريبي.
تتألف حماية الأصول من الأساليب المتاحة لوقاية الأصول من الالتزامات الناشئة في مكان آخر. لا ينبغي الخلط بينها وبين الحد من المسؤولية، والتي تتعلق بالقدرة على وقف أو تقييد المسؤولية عن الأصل أو النشاط الذي نشأ منه. والأصول المحمية من الدائنين من قبل القانون قليلة (تشمل الأمثلة الشائعة بعض الأسهم المنزلية وبعض خطط التقاعد والمصالح في الشركات ذات المسؤولية المحدودة والشراكات المحدودة -وحتى هذه ليست دائمًا غير قابلة للوصول-). الأصول التي لا يمكن الوصول إليها تقريبًا دائمًا هي الأصول التي لا يمتلك الفرد حقًا قانونيًا فيها. في العديد من الحالات، من الممكن فرض سند قانوني على الأصول الشخصية في صندوق ائتمان، وكيل أو معين، مع الاحتفاظ بالتحكم الكلي للأصول. يشبه هدف حماية الأصول الإفلاس، ويكون مجالا الممارسة للإثنين مترادفين (مترابطين). عندما يكون للمدين أصول قليلة، يكون طريق الإفلاس هو الأفضل. عندما يكون للمدين أصول ذات أهمية (كبيرة)، قد تكون حماية الأصول هي الحل.
العوامل الأربعة الحدية التي تحلل بشكل صريح أو ضمني في كل حالة حماية للأصول هي:
- هوية الشخص المشترك في تخطيط حماية الأصول
  - إذا كان المدين فردًا، فهل له/ لها زوجًا، وهل الزوج أيضًا مسؤول قانونيًا؟ إذا كان الزوج غير مسؤول قانونيًا، فهل من الممكن الدخول في اتفاقية تحويل؟ هل يشارك الزوجان في أنشطة يحتمل أن تسفر بالتساوي عن دعاوى قضائية أو هل من المحتمل أن يقاضى أحد الزوجين أكثر من الآخر؟
  - إذا كان المدين كيانًا، هل يضمن الفرد ديون الكيان؟ ما مدى احتمال أن يكون الدائن قادرًا على اختراق ستار الشركة أو من ناحية أخرى الحصول على الأصول للمالكين الأفراد؟ هل هناك قانون يجعل الفرد مسؤولاً شخصياً عن التزامات الكيان؟
- طبيعة المطالبة
  - هل هناك مطالبة محددة أو حماية للأصول اتُّخذت رغبةً في عزل عن الدعاوى القضائية؟
  - إذا رُدّت المطالبة إلى حَكَم، ما هي الأصول التي يعاقب عليها الحكم؟
  - هل المطالبة قابلة للتبرئة (الإلغاء)؟
  - ما هو قانون التقادم لتحصيل المطالبة؟
- هوية الدائن
  - ما مدى الضغط من قبل الدائن؟
  - هل الدائن وكالة حكومية؟ سلطة فرض الضرائب؟ تمتلك بعض الوكالات الحكومية سلطات للاستيلاء لا تتمتع بها الوكالات الحكومية الأخرى.
- طبيعة الأصول
  - إلى أي مدى تُعفى الأصول من مطالبات الدائنين؟ على سبيل المثال، درجة الحماية التي يوفرها إعفاء المسكن، وإعفاء الأصول في خطة مؤهلة، أي الأصول الموجودة في خطة بموجب قانون تأمين دخل التقاعد للموظف (إيريسا)، إلخ.

في حين أن الاستخدام المذكور أنفًأ للصناديق الائتمانية سيكون ذا فائدة في عدد من الحالات، لا يزال من الممكن أن تنشأ مسألة الملكية، على الرغم من أن الملكية القانونية ربما تكون قد نقلت إلى الأمناء، فإن الملكية المنفعية قد تظل في كثير من الحالات على عاتق المكلف في الصندوق الائتماني. يمكن أن يوفر عقد التأمين على الحياة بتنسيب خاص درجة أكبر من الحماية والخصوصية مقارنة بمعظم الصناديق الائتمانية، ويمكن أيضًا دمجه مع صندوق ائتمان حالي إذا لزم الأمر. بينما قد لا يتم التعرف على الصناديق الائتمانية في العديد من السلطات القضائية، فإن التأمين على الحياة يتمتع أيضًا بميزة كونه متعدد لأكثر من سلطة قضائية.

## تشريعات الولايات المتحدة
تستثني قوانين الإفلاس الفدرالية للولايات المتحدة وقوانين إيريسا بعض الأصول من الدائنين، بما في ذلك بعض خطط التقاعد. جميع الولايات الخمسين لديها قوانين تستثني بعض الأصول من الدائنين. هذه القوانين تختلف من ولاية إلى أخرى، لكنها غالبًا ما تشمل إعفاءات عن قدر معين من القيمة المالية (الأسهم) للمسكن الشخصي وحسابات التقاعد الفردية والملابس أو غيرها من الممتلكات الشخصية.
جميع الولايات الأمريكية الخمسين لديها أيضًا قوانين تحمي مالكي الشركة أو أصحاب الشراكة المحدودة أو الشركة ذات المسؤولية المحدودة من التزامات الكيان. تحد العديد من الولايات من سبل انتصاف الدائن لشريك محدود أو عضو في شركة ذات مسؤولية محدودة، ما يوفر بعض الحماية لأصول الكيان من دائني العضو.
توفر جميع الولايات الأمريكية الخمسين بعض الحماية لأصول الصندوق الائتماني ضد دائني المستفيدين. تسمح بعض الولايات بحماية الأصول لحساب ائتماني تتم تسويته ذاتيًا (وهو عبارة عن ائتمان يتم فيه إدراج مستثمر أو المنشئ كمستفيد تقديري محتمل) وبعض الولايات لا تسمح بذلك.
يملك الدائنون عدة أدوات للتغلب على القوانين التي توفر حماية الأصول. أولاً، هناك قوانين النقل الاحتيالي على المستوى الفدرالي وقوانين الولاية. يوجد اليوم كيانان من قانون النقل الاحتيالي: قانون الإفلاس وقوانين الولاية للنقل الاحتيالي. اعتمدت معظم الولايات قانون النقل الاحتيالي الموحد الذي يحدد ما يُعتبر عملية نقل احتيالية. ينص كل من قانون النقل الاحتيالي الموحد وقانون الإفلاس على أن عملية النقل التي يقوم بها المدين تكون احتيالية بالنسبة للدائن إذا قام المدين بالتحويل «بنية فعلية لعرقلة أو تأخير أو احتيال» إلى أي دائن آخر للمدين. في حين أن قانون النقل الاحتيالي الموحد ينطبق بوضوح على الدائنين الحاليين، فإن التمييز بين الدائن المستقبلي والدائن المحتمل في المستقبل ليس واضحًا. عادة ما يتم تطبيق قانون النقل الاحتيالي الموحد على الدائنين المستقبليين فقط وليس الدائنين المحتملين في المستقبل (أولئك الذين تنشأ مطالبتهم بعد النقل، ولم يكن هناك اتصال متوقع بين الدائن والمدين أثناء وقت التحويل).
هناك أيضًا قوانين تسمح للدائن باختراق ستار الشركة لكيان ما وتعقّب المالكين من أجل ديون الكيان. قد يكون من الممكن أيضًا للدائن العضو أن يصل إلى أصول الكيان من خلال المطالبة بائتمان ضمني أو المطالبة بالنفاذ العكسي لستار الشركات.
يستثني البند المضاد لتحويل الملكية (البند اللا نقلي) الوارد في قانون تأمين ضمان دخل التقاعد للموظف لعام 1974 (إيريسا) من مطالبات الدائنين أصولَ التقاعد أو تقاسم الأرباح أو خطط 401 (ك). اتُّخذ استثناءان لأجل مطالبات العلاقات الداخلية المشروطة بموجب قانون إجراءات تحصيل الديون الفدرالية لعام 1990. نظرًا إلى أن الحماية مبينة في قانون اتحادي، فإنها ستتغلب على أي قانون نقل احتيالي للولاية. يتم توفير حماية «إيريسا» للموظفين فقط ولا تشمل أصحاب العمل. يتم التعامل مع صاحب العمل كمشغّل، على الرغم من أنه قد يكون أيضًا موظفًا لنفس الشركة، كما في شركة مملوكة داخليًا. وفقًا لذلك، لا تنطبق حماية «إيريسا» على صاحبي الملكية الفردية، وعلى المالك الواحد لعدة أعمال، سواء كانت الشركة مسجلة أو غير مسجلة، وعلى الشراكات، إلا إذا كانت الخطة تشمل الموظفين غير المالكين والشركاء وزوجاتهم.
يتطلب تخطيط حماية الأصول معرفة عملية بقوانين الإعفاء الفدرالية وقوانين الولاية، وقوانين الإفلاس الفدرالية وفي الولاية، وقوانين الضرائب الفدرالية وفي الولاية والقوانين النسبية للعديد من الولايات القضائية (ضمن البلد وخارجه) واختيار مبادئ القانون بالإضافة إلى قوانين الصناديق الائتمانية والعقارات والشركات والكيانات التجارية. تتضمن عملية تخطيط حماية الأصول تقييم الحقائق والظروف وأهداف الفرد، وتقييم إيجابيات وسلبيات الخيارات المختلفة، وتصميم هيكلية من المرجح أن تحقق جميع أهداف الفرد (بما في ذلك أهداف حماية الأصول)، وإعداد الوثائق القانونية لمتابعة تنفيذ الخطة، والتأكد من أن مختلف الكيانات القانونية تعمل بشكل صحيح وفقًا للقوانين وأهداف الفرد. تتضمن هذه العملية تقديم المشورة القانونية والعمل القانوني وتحظر معظم الولايات ممارسة القانون دون ترخيص.